# 卡利纳加尔
卡利纳加尔（Kalinagar），是印度北方邦Pilibhit县的一个城镇。总人口9984（2001年）。

## 人口
该地2001年总人口9984人，其中男性5273人，女性4711人；0—6岁人口1956人，其中男990人，女966人；识字率34.18%，其中男性为44.66%，女性为22.46%。